# Železniční trať Oberoderwitz–Wilthen
Železniční trať Oberoderwitz–Wilthen (v německém jízdním řádu pro cestující uvedená jako součást trati 235 Dresden – Zittau – Liberec) je jednokolejná hlavní trať (Hauptbahn) v Sasku, která byla původně vybudována a provozována jako součást Jiholužické dráhy (Süd-Lausitzer Bahn). V Oberoderwitz navazuje železniční trať Zittau–Löbau a vede jihem Horní Lužice přes Neugersdorf, Ebersbach a Schirgiswalde do Wilthenu, kde se napojuje na trať Budyšín – Bad Schandau. Trať je součástí dálkového spojení z Liberce přes Žitavu do Drážďan.

## Historie
Trať Oberoderwitz–Wilthen byla plánována a budována od roku 1872 jako část Jiholužické dráhy. Hlavní trať Jiholužické dráhy vedla ze Žitavy přes Varnsdorf, Eibau, Ebersbach, Sohland a Neukirch do Pirny. Dvě později dobudované tratě z Oberoderwitzu do Eibau a z Neukirchu do Bischofswerdy trať později zkrátily a umožnily přímé spojení na trase Drážďany-Bischofswerda-Ebersbach-Zittau.
Data otevření jednotlivých úseků:
- 1. listopad 1874: (Seifhennersdorf–) Eibau–Ebersbach
- 1. květen 1875: Ebersbach-Sohland
- 1. září 1877: Sohland-Wilthen
- 15. říjen 1879: Oberoderwitz-Eibau

Mezi Neugersdorfem a Ebersbachem a mezi Neusalzou a Taubenheimem (Fukovský výběžek) trať na krátkých úsecích protíná české území (jedná se o peážní trať). Základem pro její trasování přes hranice byla státní smlouva mezi Rakouskem a Saskem z 29. září 1869.

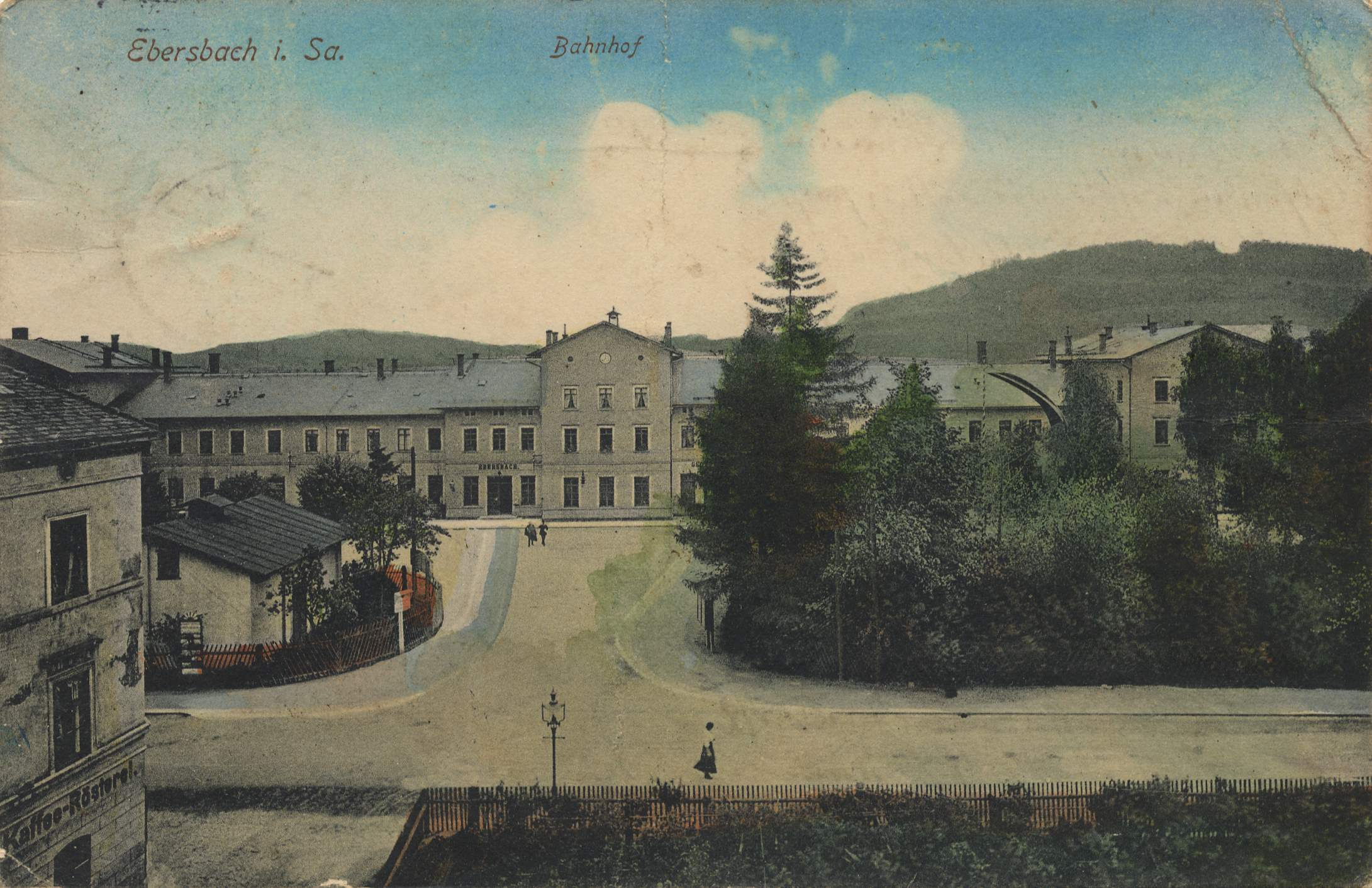
Stanice Ebersbach (kolem roku 1900)

V 50. letech 20. století plánovalo Československo směnu území, v rámci které by byl celý Fukovský výběžek předán do NDR. V takovém případě by pak trať vedla pouze po německém území. Tento plán se však z neznámých důvodů neuskutečnil.
Od poloviny 90. let byla trať v některých úsecích modernizována, přičemž byla zrušena většina manipulačních kolejí, vleček a přejezdů. V srpnu 2007 saský ministr hospodářství Thomas Jurk v odpovědi na interpelaci (Kleine anfrage) uvedl, že doba jízdy regionálním expresem mezi Drážďanami a Žitavou by se měla v budoucnu zkrátit na méně než 80 minut, přičemž mělo být investováno celkem 84,6 milionu eur na přestavbu úseku Bischofswerda-Zittau. Přestavba byla financována z rozpočtu Svobodného státu Sasko a dopravního svazu ZVON (Zweckverband Verkehrsverbund Oberlausitz-Niederschlesien) a náklady činily celkem 100 milionů eur.
Díky dosaženému zkrácení jízdních dob byl na konci roku 2008 uveden v platnost optimalizovaný intervalový jízdní řád, který v pravidelném provozu na trase Drážďany – Žitava vyžaduje pouze jedno křižování vlaků v jednokolejném úseku. Osobní vlaky se křižují v lichou celou hodinu ve stanici Ebersbachu (Sachs), regionální expresy v sudou celou hodinu ve Wilthenu. Jízdní doba mezi Drážďany a Žitavou je asi 90 minut regionálním expresem a asi 110 minut osobním vlakem.
Do roku 2010 byly téměř všechny zbývající stanice vybaveny elektronickými stavědlly (ESTW) dálkově řízenými ze střediska Zittau se sídlem v Bischofswerdě. Stanice byly vybaveny světelnými návěstidly Ks-Signale. Pouze stanice Eibau byla nejprve vyjmuta kvůli nejasnostem ohledně odbočky DRE směrem na Mittelherwigsdorf. Mezi oběma koncovými body je stále v provozu pro křižování vlaků pouze stanice Ebersbach (Sachs). Stanice Eibau byla nakonec v roce 2016 změněna na zastávku s odbočkou. Kromě Ebersbachu je jediným dalším místem sloužícím nákladní dopravě Sohland.
V prosinci 2014 převzala od DB Regio Südost veškerou osobní dopravu železniční společnost Vogtlandbahn pod značkou Trilex. Nejednalo se o změnu rozsahu dopravy ani kvality.
V únoru 2019 se usnesla uhelná komise pro strukturální změny v Lužici v rámci opatření pro vylepšení infrastruktury pro úpravy železničního spojení mezi Žitavou a Bischofwerdou. Konkrétně uvažovala obnovení stanic pro křižování, jež umožní zkrátit interval vlaků. Podle ZVONu trať „za současného jízdního řádu dosahuje limitu kapacity.“
Dne 15. října 2019 vstoupil v platnost jízdní řád osobních vlaků, který důsledně vychází z nového taktového uzlu v celou hodinu v Žitavě. Osobní vlaky se od té doby křižují ve Wilthenu každé dvě hodiny okolo celé.

## Popis tratě

### Průběh
Trať opouští zastávku Oberoderwitz (dřívější stanici) severozápadním směrem a vede nejprve údolím potoka Landwasser. Těsně před Neugersdorfem přechází přes rozvodí do údolí Sprévy kterou sleduje až do Wilthenu. Těsně před stanicí Ebersbach (Sachs) se původně nacházel jeden z úseků vedených na českém území; po změně hranic ve 20. kletech 20. století dnes probíhá hranice přímo podél tělesa dráhy. Druhý peážní úsek u Neusalzy-Sprembergu existuje dodnes a je dlouhý více než jeden kilometr. U Sohlandu a v Schirgiswalde vede trať přes dva viadukty, které překlenují vedlejší údolí Sprévy.

### Významné body na trati
Oberoderwitz

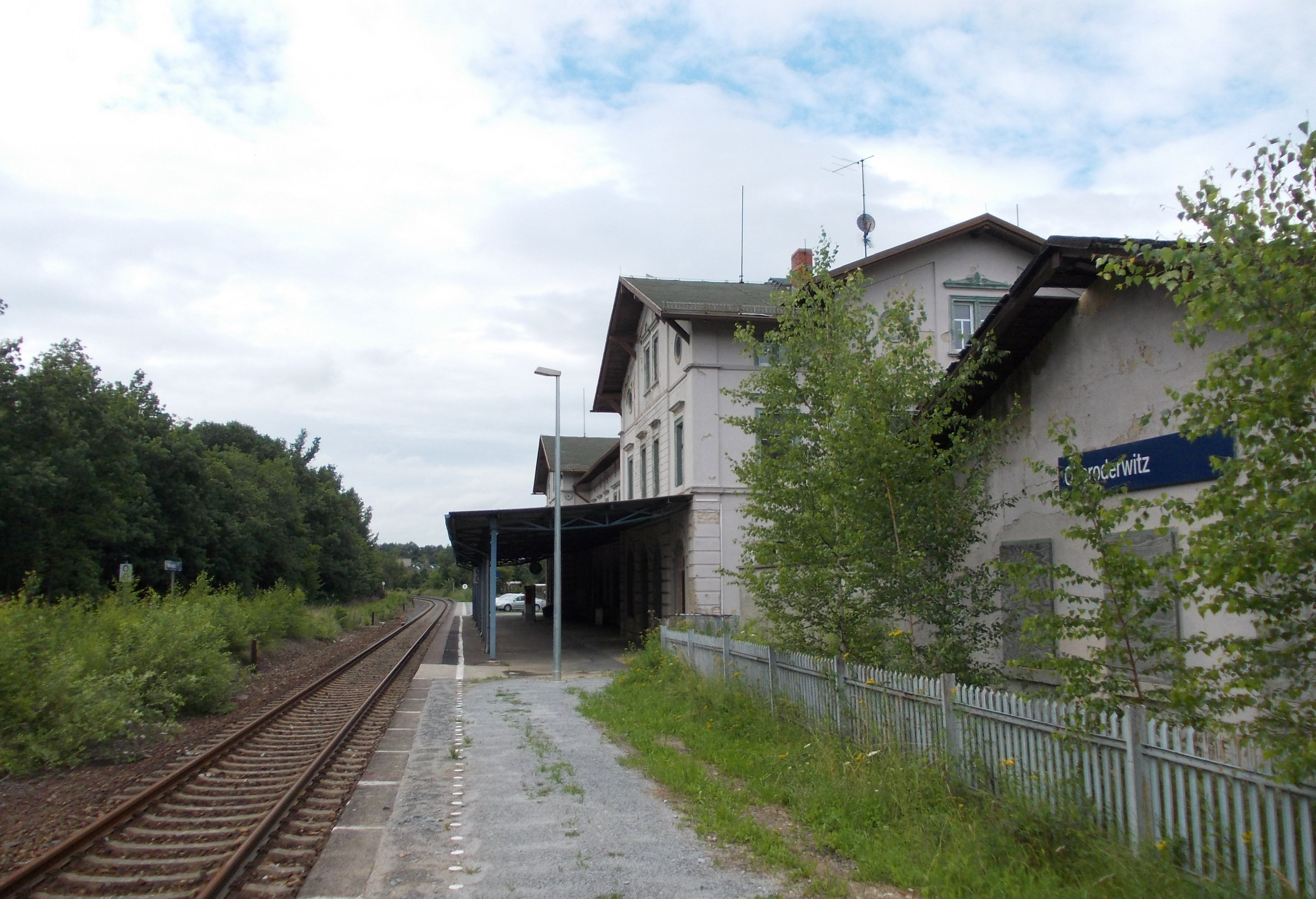
zastávka Oberoderwitz (2012)

Železniční stanice Oberoderwitz byla zřízena již v roce 1848 společností Löbau-Zittauer Eisenbahngesselschaft jako zastávka. Zastávka byla změněna na stanici s výpravní budovou nacházející se mezi kolejemi až v rámci vybudování tratě do Eibau v roce 1879. V době největšího rozmachu po první světové se nacházelo ve stanici 28 výhybek. Na wilthenské straně výpravní budovy byly dvě koleje s nástupištěm a jedna další dopravní kolej pro nákladní vlaky.
Po uzavření traťového úseku Oberoderwitz-Löbau dne 19. prosince 1999 byl Oberoderwitz změněn na zastávku s odbočkou. Výhybky a kolejové spojky na löbauskou stranu byly odstraněny, na wilthenské straně zůstala pouze kolej u výpravní budovy. Zbývající stavědlo B1 („Oberoderwitz Abzweig“) od té doby obsluhuje již jen výhybku konci na dvoukolejné trati z Žitavy a sousedním železniční přejezd.
Oberoderwitz Oberdorf
Zastávka Oberoderwitz Oberdorf existuje od otevření dráhy. Nacházela se zde dřevěná budova se služební místností, čekárnou, WC a obytná budova pro úředníky. Po zřízení druhé traťové koleje dostala zastávka druhé nástupiště na opačné straně, které bylo přístupné podchodem pro cestující. Dnes jsou kromě obytné budovy veškeré stavby zbourané a cestujícím slouží jednoduchý přístřešek před povětrnostními vlivy.
Eibau

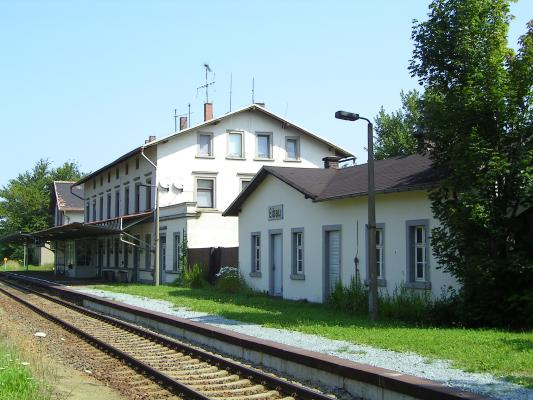
zastávka Eibau (2007)

Stanice Eibau byla otevřena 1. listopadu 1874 jako zastávka Jiholužické státní dráhy. Se zprovozněním trati z Oberoderwitz byla dne 15. října 1879 změněna na odbočnou stanici o pěti kolejích. Největší rozsahu dosáhla stanice Eibau po zdvojkolejnění trati z Oberoderwitz do Ebersbachu v roce 1925 s celkovým počtem 22 výhybek.
Redukce stanice začala hned po druhé světové válce, kdy byla v rámci reparací pro Sovětský svaz snesena druhá kolej v úseku Oberoderwitz–Ebersbach. V roce 1988 byla stanice vybavena novým reléovým zabezpečovacím zařízením se světelnými návěstidly HL. V roce 2016 byly demontovány zbývající koleje kromě hlavní a stanice změněna na zastávku s odbočkou. S tím bylo spojeno zrušení původního zabezpečovacího zařízení a zapojení do dálkového řízení z Bischofswerdy.
Neugersdorf

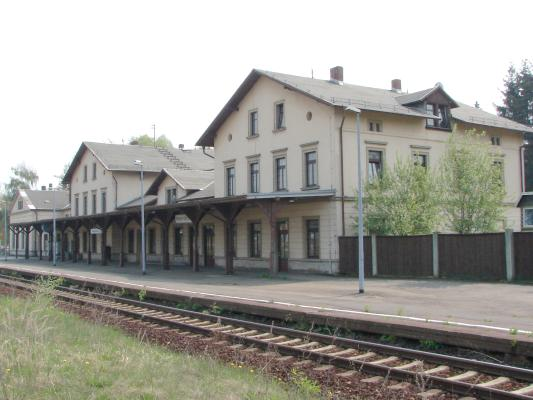
zastávka Neugersdorf (2007)

Dnešní zastávka Neugersdorf byla uvedena do provozu v roce 1874 jako stanice Alt- und Neu-Gersdorf. Teprve po vzniku jednotné obce Neugersdorf dne 1. října 1899 získala své nynější jméno. Původně měla stanice čtyři koleje, v letech 1902 až 1905 bylo kolejiště rozšířeno na osm kolejí. Největšího rozsahu dosáhla kolem roku 1925 s 15 kolejemi a 45 výhybkami. Ve stanici byly také tři soukromé vlečky.
Ve stanici se nacházela honosná přijímací budova, která byla v letech 1912/13 rozšířena o velkou přístavbu pro obslužné místnosti a nádražní restauraci; dále skladiště a hospodářské budovy.
K první redukci kolejiště došlo v roce 1946, kdy byla demontována druhá traťová a jedna staniční kolej. V roce 1952 byly demontovány další koleje pro výzisk materiálu na „urgentní stavby“.
Po politických změnách ve východním Německu v letech 1989/90 význam stanice velmi rychle upadl. Nákladní doprava se během velmi krátké doby zastavila, takže bylo možné se obejít bez všech vedlejších kolejí. Dne 2. června 1999 byla stanice změněna na zastávku. Veškerá drážní zařízení kromě průběžné hlavní trati byly demontovány do roku 2000 a všechny vedlejší budovy byly zbourány do roku 2006. Vstupní budova, která prošla v roce 1992 rozsáhlou rekonstrukcí, zůstála po uzavření pokladny v březnu 2000 prázdná. V bývalé nákladní části stanice bylo vybudováno stanoviště pro meziměstskou autobusovou dopravu.
Ebersbach (Sachs)

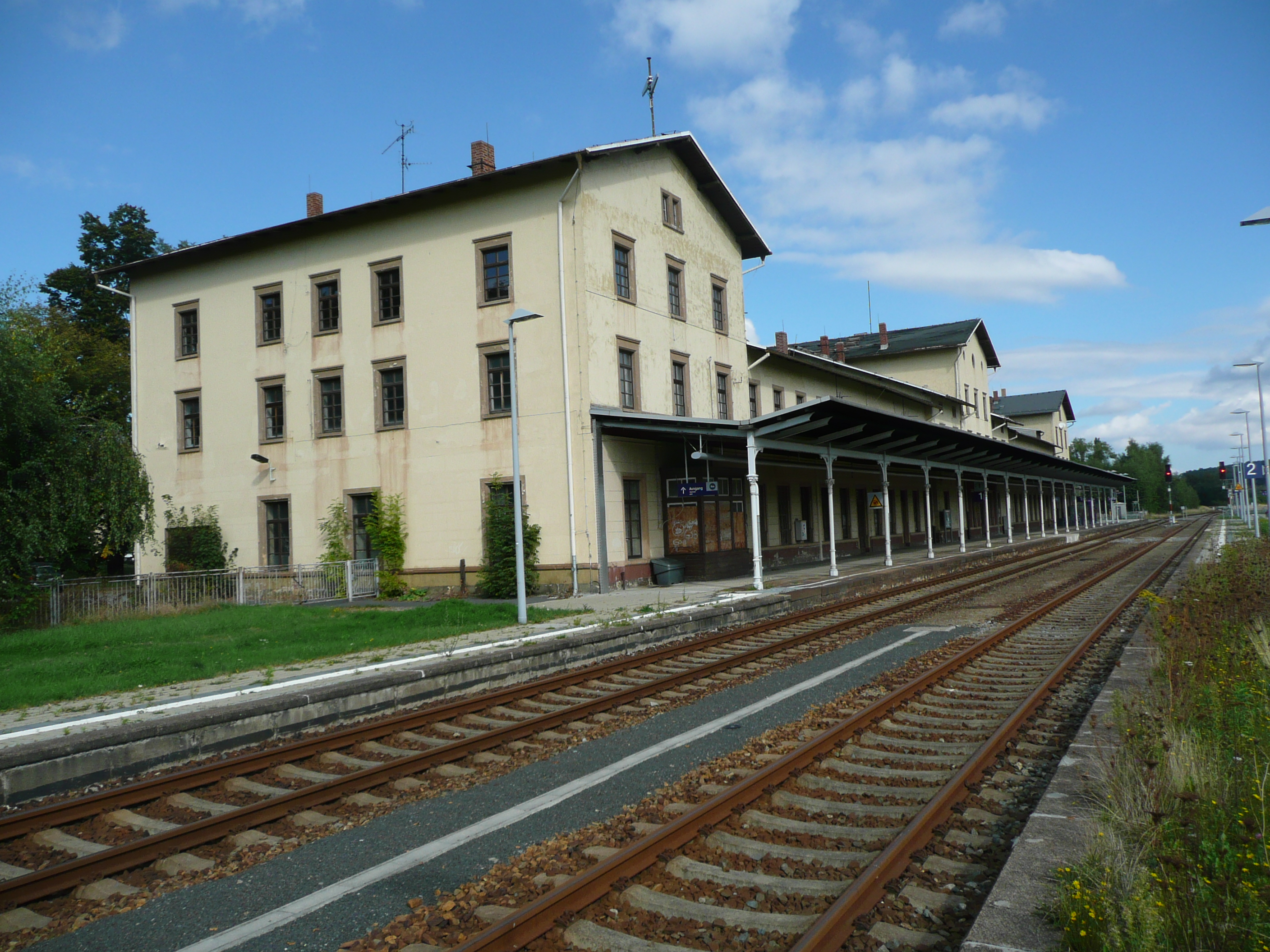
Stanice Ebersbach (2007)

Stanice Ebersbach (Sachs) existuje od 1. listopadu 1873. Od počátku se jednalo o pohraniční přechodovou stanici – uzel Jiholužické dráhy s českou tratí z Bakova nad Jizerou a Rumburka a dále do Löbau. Původně ležela část kolejiště na východním konci stanice také na území Čech. Až posun hranic, včetně přesunu toku Sprévy a rozsáhlé přestavby stanice v roce 1926, tuto situaci ukončil. Česká severní dráha a její právní nástupci Císařsko-královské státní dráhy a ČSD vlastnily objekty a budovy až do roku 1938.
Kdysi rozsáhlé zázemí stanice je dnes zredukováno na provozně nutné minimum. Kromě tří dopravních kolejí u nástupišť a manipulační koleje pro nakládku je zde ještě jedna dopravní kolej pro nákladní vlaky. Využívá se zejména u vlaků do a z České republiky, které dále jezdí podle potřeby.
Wilthen
Ve stanici Wilthen se trať Oberoderwitz–Wilthen spojuje s tratí Budyšín – Bad Schandau, jejíž úsek Budyšín – Wilthen je od roku 2007 nepoužíván. Kolejiště bylo po roce 1990 postupně zredukováno, v provozu zůstala pouze tři z původních 15 kolejí. Majestátní výpravní budova uprostřed kolejiště je prázdná.

## Nasazovaná vozidla

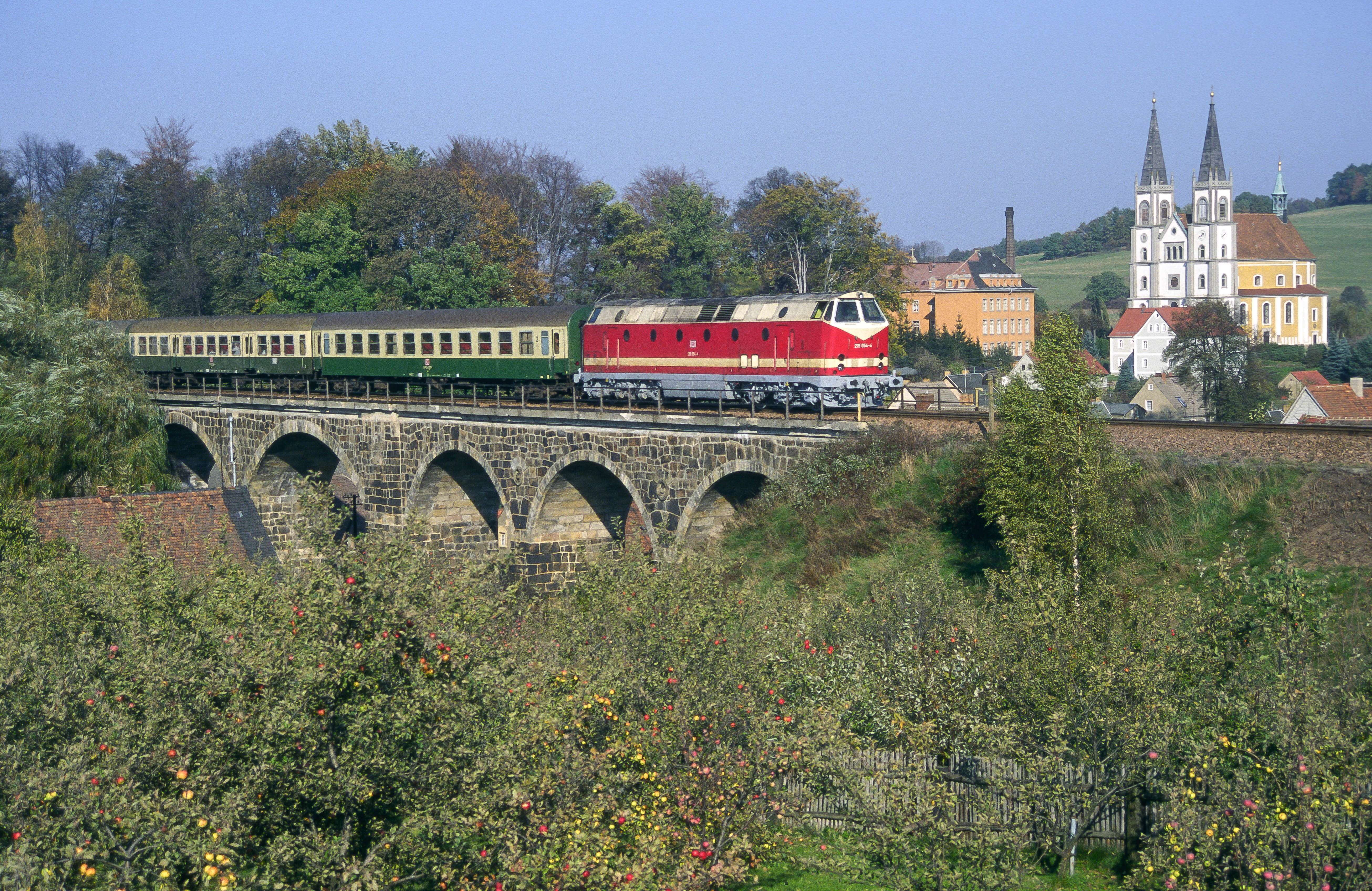
Lokomotiva řady 219 DB (119 DR) v Schirgiswalde dne 21. října 1994

V éře parních lokomotiv jezdily na trati lokomotivy řady 38.10-40 v osobní dopravě a řady 52 v dopravě nákladní. Zhruba od roku 1935 byl rychlík Drážďany–Žitava veden soupravami složenými z dieselelektrických motorových vozů a přívěsných vozů z depa Dresden-Pieschen, a to až do roku 1965. Až do konce 80. let 20. století se poté rychlíky Drážďany–Žitava sestávaly zpravidla z lokomotivy DR řady 118 a rychlíkových vozů Modernisierungswagen. Až okolo roku 1988 byly na rychlíky nasazeny moderní vozy typu Halberstadt se dveřmi uprostřed vozu. Osobní vlaky byly většinou vedeny lokomotivami DR 110. Do roku 1988 byly manipulační vlaky vedeny většinou parními lokomotivami DR řady 52.80. Kvůli omezenému zatížení na metr délky vozidla na četných mostech nebylo možné používat sovětské těžké motorové lokomotivy.
Od počátku 90. let 20. století byly na všech vlacích nasazovány rumunské lokomotivy řady 119 DR. Po modernizaci viaduktů a zvýšení možného zatížení na metr byla od poloviny 90. let na trati povolena i řada 232/234 (sovětské výroby). Používaly se především na osobních vlacích typu push-pull.
Kolem roku 2000 byly vlaky typu push-pull nahrazeny moderními motorovými vozy pro regionální dopravu. Od té doby jsou na osobní vlaky nasazovány motorové jednotky řady 642 (Desiro). Regionální expresy byly vedeny vozy řady 612, které však jezdila bez naklápění skříně z důvodu neuzpůsobené tratě. Na objednávku ZVON byly od 11. prosince 2011 nasazovány na regionální expresy též jednotky Desiro. Vzhledem k malé frekvenci cestujících jezdí vozidla většinou sólově.